# Natal'ja Nazarova
Natal'ja Viktorovna Nazarova (in russo Наталья Викторовна Назарова?; Mosca, 26 maggio 1979) è una velocista russa specializzata nei 400 metri piani, disciplina di cui è stata due volte campionessa mondiale indoor.

## Biografia
Dopo aver ottenuto il record personale con il tempo di 49"65 appena una quindicina di giorni prima, Nazarova arrivò alle Olimpiadi del 2004 fuori forma, riuscendo a conquistare la finale ma classificandosi solo all'8º posto con il tempo di 50"65.
I maggiori successi li ha ottenuti come membro della squadra russa nella staffetta 4×400 m, con un argento e un bronzo olimpico, un oro, un argento e un bronzo mondiale nonché 5 ori e un argento ai mondiali indoor. A livello individuale ha conquistato due titoli mondiali indoor (2003 e 2004) e si è classificata al quarto posto ai Mondiali outdoor del 2003.
L'8 gennaio 2004 è riuscita a conquistare il record del mondo nell'insolita prova dei 500 m ai Mondiali indoor, che resisteva ormai da 16 anni, con il tempo di 1 minuto 7 secondi e 36 centesimi, soffiandolo alla sua connazionale Ol'ga Nazarova.

## Record nazionali

### Seniores
- 400 metri piani indoor: 49"68 ( Mosca, 18 febbraio 2004)

## Palmarès
| Anno | Manifestazione    | Sede       | Evento      | Risultato  | Prestazione | Note                                     |
| ---- | ----------------- | ---------- | ----------- | ---------- | ----------- | ---------------------------------------- |
| 1998 | Mondiali juniores | Annecy     | 400 m piani | Oro        | 52"02       |                                          |
| 1998 | Mondiali juniores | Annecy     | 4×400 m     | Argento    | 3'32"35     |                                          |
| 1999 | Mondiali indoor   | Maebashi   | 400 m piani | Batteria   | 51"51       |                                          |
| 1999 | Mondiali indoor   | Maebashi   | 4×400 m     | Oro        | 3'24"25     | Record mondiale                          |
| 1999 | Mondiali          | Siviglia   | 400 m piani | 6ª         | 50"61       |                                          |
| 1999 | Mondiali          | Siviglia   | 4×400 m     | Oro        | 3'21"98     | Miglior prestazione mondiale stagionale  |
| 2000 | Europei indoor    | Gand       | 400 m piani | Argento    | 51"69       |                                          |
| 2000 | Giochi olimpici   | Sydney     | 400 m piani | Semifinale | 51"83       |                                          |
| 2000 | Giochi olimpici   | Sydney     | 4×400 m     | Bronzo     | 3'23"46     | [ 1 ]                                    |
| 2002 | Europei           | Monaco     | 4×400 m     | Argento    | 3'25"59     |                                          |
| 2003 | Mondiali indoor   | Birmingham | 400 m piani | Oro        | 50"83       |                                          |
| 2003 | Mondiali indoor   | Birmingham | 4×400 m     | Oro        | 3'28"45     |                                          |
| 2003 | Mondiali          | Parigi     | 400 m piani | 4ª         | 49"98       |                                          |
| 2003 | Mondiali          | Parigi     | 4×400 m     | Argento    | 3'22"91     | Miglior prestazione personale stagionale |
| 2004 | Mondiali indoor   | Budapest   | 400 m piani | Oro        | 50"19       | Record dei campionati                    |
| 2004 | Mondiali indoor   | Budapest   | 4×400 m     | Oro        | 3'23"88     | Record mondiale                          |
| 2004 | Giochi olimpici   | Atene      | 400 m piani | 8ª         | 50"65       |                                          |
| 2004 | Giochi olimpici   | Atene      | 4×400 m     | Argento    | 3'20"16     |                                          |
| 2006 | Mondiali indoor   | Mosca      | 400 m piani | 4ª         | 50"60       |                                          |
| 2006 | Mondiali indoor   | Mosca      | 4×400 m     | Oro        | 3'24"91     |                                          |
| 2007 | Mondiali          | Osaka      | 4×400 m     | 4ª         | 3'20"25     |                                          |
| 2008 | Mondiali indoor   | Valencia   | 400 m piani | Argento    | 51"10       | Miglior prestazione personale stagionale |
| 2008 | Mondiali indoor   | Valencia   | 4×400 m     | Oro        | 3'28"17     | Miglior prestazione mondiale stagionale  |
| 2009 | Mondiali          | Berlino    | 4×400 m     | dq         | dq          |                                          |
| 2010 | Mondiali indoor   | Doha       | 400 m piani | Semifinale | 52"47       |                                          |
| 2010 | Mondiali indoor   | Doha       | 4×400 m     | Argento    | 3'27"44     | Miglior prestazione personale stagionale |
| 2012 | Giochi olimpici   | Londra     | 4×400 m     | dq         | dq          |                                          |
| 2014 | Mondiali indoor   | Sopot      | 4×400 m     | dq         | dq          |                                          |

## Altre competizioni internazionali
1999
- Coppa Europa di atletica leggera ( Parigi)

2003
- 6ª alle World Athletics Final ( Monaco), 400 metri - 51"88

2004
- 7ª alle World Athletics Final ( Monaco), 400 metri - 52"35